# Keuka (jezioro)
Jezioro Keuka – jezioro w Stanach Zjednoczonych, w stanie Nowy Jork, w hrabstwach Steuben oraz Yates. Jest trzecim co do wielkości jeziorem z grupy jezior Finger Lakes. Jezioro wyróżnia się wśród innych jezior regionu, ponieważ jego kształt przypomina literę Y. 
Nazwę jezioru nadało miejscowe plemię Irokezów.

## Opis
Jezioro ma kształt litery Y. Z jeziora wypływa Keuka Lake Outlet, który wpada do Jeziora Seneca w miejscowości Dresden. Jezioro ma ok. 32 km długości, a jego szerokość waha się od 0,8 km do 3,2 km. Jego powierzchnia wynosi 47,5 km², a maksymalna głębokość – 57 m.

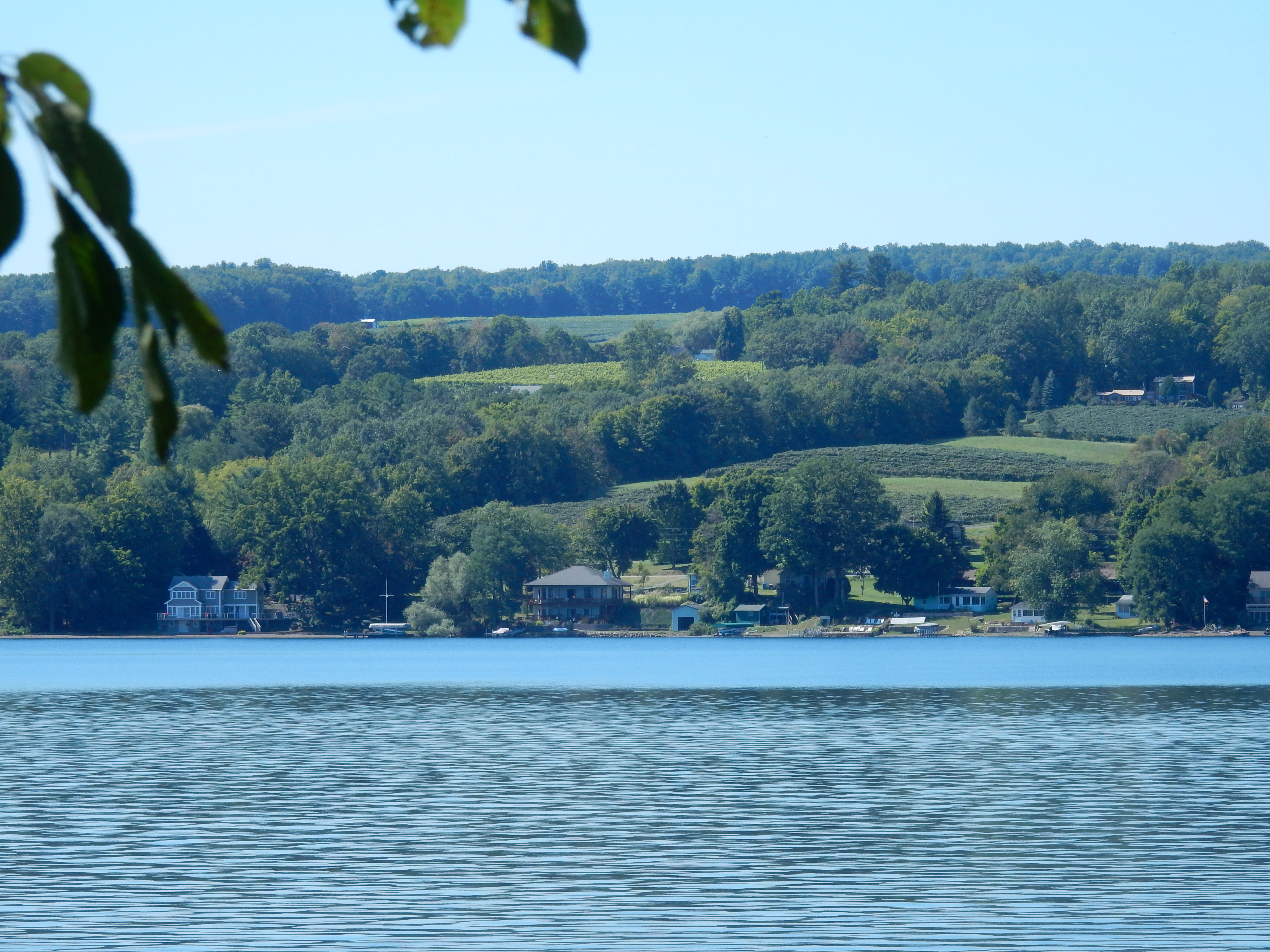

## Ekologia

### Fauna
Jezioro zamieszkują palie jeziorowe, salmo trutty, pstrągi tęczowe, łososie szlachetne, bassy małogębowe, bassy wielkogębowe oraz okonie żółte. Jezioro zamieszkuje także uciążliwy, inwazyjny gatunek racicznicy zmiennej

#### Wędkarstwo sportowe
Na jeziorze dozwolone jest wędkarstwo sportowe.

## Okolice jeziora
Nad jeziorem leży m.in. Hammondsport, który był miejscem urodzenia się Glenna Curtissa, jednego z pionierów lotnictwa morskiego. Obecnie jego rodzinny dom przekształcono w poświęcone jemu muzeum.
Przy jeziorze znajduje się również wiele obozów kempingowych takich jak YMCA Camp Cory czy Camp Good Days and Special Times. 
Znaczącym dla gospodarki regionu jeziora jest produkcja winogron i wina. Po okolicznych winnicach organizowane są wycieczki nazwane Keuka Wine Trail.